# Amesim
Amesim — коммерческое программное обеспечение для моделирования и анализа процессов в многодисциплинарных системах. Оно является составной частью системного инжиниринга в области создания мехатронных систем. Программный пакет представляет собой набор инструментов, используемых для моделирования, анализа и прогнозирования производительности мехатронных систем. Поведение гидравлических, пневматических, термодинамических, электрических и механических систем описываются с помощью нелинейных нестационарных аналитических уравнений. В отличие от 3D CAE подхода, такой подход дает возможность моделировать поведение систем без наличия подробной CAD геометрии и может быть использован на ранних этапах V-цикла (V-Model) проектирования изделия. Для создания модели поведения системы используется набор библиотек, содержащий предопределенные компоненты из различных областей физики. Для постройки взаимосвязанной модели системы, компоненты библиотек должны быть связаны друг с другом. Для этой цели каждый компонент наделен портом ввода-вывода, содержащим несколько входов и выходов. Причинно-следственная связь обеспечивается соединением входов одного компонента с выходом другого. Библиотеки LMS Amesim написаны на языке С, но также поддерживают свободно распространяемый объектно-ориентированный язык Modelica [1], предназначенный для моделирования сложных физических систем, таких как: механика, электрика, электроника, термодинамика, построенных на компонентах описанных с точки зрения электрической мощности или процессно-ориентированных компонентах. Программное обеспечение работает на большинстве платформ UNIX (в частности под Linux) и на платформах Windows.
В июле 2016 года была представлена 15-я версия.
LMS Imagine.Lab AMESim является частью портфолио Simcenter Siemens PLM Software. Он сочетает в себе 1D, 3D моделирование и средства для проведения физических испытаний с возможностью подготовки отчетов и аналитики данных.
Это портфолио предназначено для обеспечения инженеров и аналитиков комплексным решением для разработки сложных продуктов, которые включают в себя интеллектуальные системы, за счет внедрения подхода Предиктивной Инженерной Аналитики. (Predictive Engineering Analytics approach).

## История
Платформа LMS Imagine.Lab AMESim была разработана компанией Imagine S.A., которую приобрела компания LMS International в июне 2007 года. В ноябре 2012 года компания LMS International была куплена компанией Siemens AG.
В 1987 году доктором Мишелем Лебреном из Университета Клода Бернара во Франции, была создана программа для ЭВМ для управления сложными динамическими системами, состоящими из взаимодействующих гидравлических сервоприводов, представленных конечно-элементными моделями.
Первый инженерный проект был реализован для морской нефтедобывающей платформы Ekofisk в Северном море. В начале 90-х годов в ассоциации с профессором К.У Ричардсом из Университета Бата в Англии, была выпущена первая коммерческая версия LMS AMESim, для моделирования процессов в гидравлических системах управления. В настоящее время LMS Imagine.lab AMESim используется в автомобильной, аэрокосмической и других отраслях промышленности.

## Применяемость
В использовании LMS Imagine.Lab AMESim очень похоже на Simulink, но при этом является многодисциплинарным программным обеспечением, которое позволяет связать между собой различные области физики, такие как: гидравлика, пневматика, механика, электрика, термодинамика, электромеханика). Метод расчета основан на теории графов связей (Bond graph theory).
Процесс моделирования системы предполагает последовательность из 4-х шагов:
- Режим эскиза (sketch mode): построение модели из компонентов и их взаимная увязка.
- Режим подмодели (submodel mode): для каждого компонента выбирается закон, по которому будут вычисляться переменные состояния.
- Режим задания параметров (parameter mode): Для каждого компонента задаются начальные параметры.
- Режим расчета (run mode): выполняется расчет и анализ результатов.

При переходе от режима подмодели к режиму задания параметров, выполняется компиляция модели бесплатным компилятором GCC или Visual C++ free Express edition.
LMS Imagine.Lab AMESim является кросс-платформенным приложением.

## Возможности платформы
- Особенности платформы
- Графический пользовательский интерфейс, интерактивная справка (help), возможность создания суперкомпонентов, постпроцессинг, инструментария для выполнения эксперимента, поддержка метаданных, редактор диаграмм состояния.
  - Инструменты для анализа
- Редактор таблиц, графопостроитель, средства анимации, 3D аниматор, воспроизведение результатов расчета, линейный анализ (собственных частот, модальных форм, передаточных функций), индексы активности, расчет энергии и мощности
  - Оптимизация, управляемость, выполнение эксперимента (DOE)
- Выполнение эксперимента (редактор параметров), оптимизация(NLPQ и генетический алгоритм), Метод Монте-Карло (случайных чисел, Latin Hypercube, Optimized Latin Hypercube, with uniform or gaussian distribution)
- Решатели и численные методы
- LSODA, DASSL, DASKR, решатель с постоянным шагом интегрирования, дискретное разбиение, параллельный процессинг. LMS AMESim/LMS AMESim совместная симуляция.
- Программные интерфейсы
- Generic co-simulation (используется для совместных расчетов с прочим ПО), functional mock-up interface (export)
- MIL/SIL/HIL и real-Time
- plant/control (Simulink interface, Labview interface), various Real-Time (RT) targets (xPC, dSPACE, Opal-RT, LabVIEW, Etas, …)

- 1D/3D CAE
  - Инструмент CAD2AME (встроенный инструмент для чтения CAD геометрии и использование ее в качестве исходных данных для подготовки расчетной модели), совместный расчет с CFD ПО (STAR-CCM+, Fluent, CFX, STAR-CD, Eole..) совместный расчет с MBS моделями с поддержкой импорта/экспорта (LMS Virtual.Lab motion или MSC.Adams)
- Средства разработки
  - Пользователь может разрабатывать свои собственные подмодели, основанные на базе стандартных компонентов при помощи инструмента AMECustom, или путем программирования их на языке Си или Фортран с использованием модуля AMESet. Исходный код большинства стандартных подмоделей предоставляет возможность пользователю начать с этой базы, чтобы довести их до заданных ему потребностей.

## Физические библиотеки
- Управление
  - Библиотеки: signal and control, engine signal generator
- Электрика:
  - Библиотеки: electrical basics, electromechanical, electric motors & drives, electrical static conversion, electrochemistery, energy storage, fuel cells, automotive electrics, aircraft electrics

Компоненты: резисторы, индуктивности, ёмкости, трансформаторы, батареи, генераторы, синхронные двигатели, асинхронные двигатели, двигатели постоянного тока, векторное управление (прямое и обратное преобразование Park), rectifiers, инверторы, choppers, gradators, кабели, предохранители, реле, вентиляторы, blowers, лампы, window lift systems, magnetic coils, airgaps, leakages, пьезоэлетрические приводы, …
- Механика
  - Библиотеки: 1-D mechanical (linear and rotary), планарная механика, 3-D mechanical, cam and followers, finite-elements import (FEM), powertrain, vehicle dynamics
  - Компоненты: masses, springs, dampers, cams, rocker-arms, followers, rack and pinion, screw nut, worm gear, levers, gears, bearings, seals, couplings, clutches, chassis, tires, …
- Жидкости
  - Библиотеки: гидравлика, гидравлические компоненты, гидросопротивления, пневматика, пневматические компоненты, газовые смеси, влажный воздух
  - Компоненты: баки, ёмкости, отверстия, гидросопротивления, повороты, расширения, сужения, тройники, подшипники, золотники, поршни, диафрагмы, гидравлические/пневматические трубы учитывающие волновые эффекты и гидроудар, гибкие шланги, скорость звука,… базы данных свойств жидкостей и газов
- Термодинамика
  - Библиотеки: thermal, thermal-hydraulic, thermal-hydraulic component design, thermal pneumatic, aircraft fuel systems, two-phase flow, air conditioning, cooling system, heat exchanger
  - Компоненты: тепловые ёмкости, теплопроводность, конвекция, излучение, теплообменники, радиаторы, конденсаторы, насосы, термостаты, компрессоры
- Двигатели ДВС:
  - Библиотеки: IFP drive, IFP engine, IFP exhaust, CFD-1D, IFP C3D
  - Компоненты: drivers, gearboxes, crankshaft, camshaft, cylinder, combustion, wall heat exchanges, air path, engine valves, compressors, turbochargers, pipes, injectors, after-treatment, catalyst, …
- Аэрокосмос
  - Библиотеки: Aeronautics and Space, Авиационные топливные системы, Rocket Liquid Propulsion, Aircraft Electrics
  - Компоненты: профиль полета, модель атмосферы, динамика полета, пропеллеры, реактивные двигатели, модели топливных баков с учетом влияния ускорения, отверстия, лепестковые клапаны, насосы/турбины, ракетные камеры сгорания, сопла…

## Состав платформы
Платформа LMS Imagine.Lab Amesim содержит:
- LMS Amesim
  - Основной продукт для моделирования и расчета динамических систем
- Amecustom
  - Средство настройки моделей для последующей передачи заказчикам
  - Шифрование моделей для защиты прав интеллектуальной собственности
- Amerun
  - Запуск существующих моделей
- Ameset
  - Разработка новых компонентов
- LMS Imagine.Lab Sysdm
  - Инструмент управления данными на уровне предприятия
- LMS Imagine.Lab System Synthesis
  - Инструмент разработки новых версий архитектур изделия

## Образование и Исследования
LMS Imagine.Lab Amesim используется в инженерных школах и университетах, а также принят за основу в различных Исследовательских проектах Европы.

## История релизов
| Наименование/Версия         | Номер сборки | Дата релиза  |
| --------------------------- | ------------ | ------------ |
| AMESim                      | ??           | 1995         |
| AMESim 1.0                  | v100         | 1996         |
| AMESim 1.5                  | v150         | 1997         |
| AMESim 2.0                  | v200         | 1998         |
| AMESim 2.5                  | v250         | Апрель 1999  |
| AMESim 3.0                  | v300         | Июнь 2000    |
| AMESim 3.5                  | v350         | Май 2001     |
| AMESim 4.0                  | v400         | Март 2002    |
| AMESim 4.1                  | v410         | Апрель 2003  |
| AMESim 4.2                  | v420         | Март 2002    |
| AMESim 4.3                  | v430         | Октябрь 2005 |
| Amesim Rev 7A               | v700         | Апрель 2007  |
| Amesim Rev 7B               | v710         | Декабрь 2007 |
| Amesim Rev 8A               | v800         | Июнь 2008    |
| Amesim Rev 8B               | v810         | Декабрь 2008 |
| Amesim Rev 9                | v900         | Ноябрь 2009  |
| Amesim Rev 10               | v1000        | Ноябрь 201   |
| Amesim Rev 11               | v1100        | Ноябрь 2011  |
| Amesim Rev 12               | v1200        | Март 2013    |
| Amesim Rev 13               | v1300        | Декабрь 2013 |
| LMS Imagine.Lab Amesim 14   | v1400        | Февраль 2015 |
| LMS Imagine.Lab Amesim 15.1 | v1501        | Декабрь 2016 |
| LMS Imagine.Lab Amesim 15.2 | v1502        | Май 2017     |
| Simcenter Amesim            | 16           | Январь 2018  |
| Simcenter Amesim            | 17           | Июль 2018    |
| Simcenter Amesim            | 2019.1       | Апрель 2019  |
| Simcenter Amesim            | 2019.2       | Октябрь 2019 |
| Simcenter Amesim            | 2020.1       | Апрель 2020  |
| Simcenter Amesim            | 2020.2       | Октябрь 2020 |

## Применение
Amesim применяется в таких отраслях, как авиастроение, ракетно-космическая отрасль, автомобилестроение, машиностроение и других отрастях.